# Arroyo Grande, Gutiérrez Zamora
Arroyo Grande är en ort i Mexiko.   Den ligger i kommunen Gutiérrez Zamora och delstaten Veracruz, i den sydöstra delen av landet, 240 km nordost om huvudstaden Mexico City. Arroyo Grande ligger 23 meter över havet och antalet invånare är 272.
Terrängen runt Arroyo Grande är platt. Runt Arroyo Grande är det tätbefolkat, med 331 invånare per kvadratkilometer. Närmaste större samhälle är Gutiérrez Zamora, 3,8 km sydost om Arroyo Grande. Omgivningarna runt Arroyo Grande är en mosaik av jordbruksmark och naturlig växtlighet.